# Società Sportiva Juventus Siderno 1938-1939
Questa voce raccoglie le informazioni riguardanti la Società Sportiva Juventus Siderno nelle competizioni ufficiali della stagione 1938-1939.
| N. |                   | Ruolo | Calciatore        |
| -- | ----------------- | ----- | ----------------- |
|    | Italia (bandiera) |       | Edoardo Barberio  |
|    | Italia (bandiera) |       | Giuseppe Catalano |
|    | Italia (bandiera) |       | Francesco Cosma   |
|    | Italia (bandiera) |       | Mario Cozzi       |
|    | Italia (bandiera) | A     | Guido Figliomeni  |
|    | Italia (bandiera) | A     | Pasquale Gaetano  |
|    | Italia (bandiera) |       | Pietro Grattieri  |
|    | Italia (bandiera) | C     | Luigi Indrizzi    |

| N. |                   | Ruolo | Calciatore          |
| -- | ----------------- | ----- | ------------------- |
|    | Italia (bandiera) |       | Angelo Mantovani    |
|    | Italia (bandiera) |       | Dante Romanenghi    |
|    | Italia (bandiera) |       | Umberto Sacco       |
|    | Italia (bandiera) |       | Cecchino Schiavi    |
|    | Italia (bandiera) |       | Giuseppe Stefanizzi |
|    | Italia (bandiera) | C     | Antonio Tranchina   |
|    | Italia (bandiera) | A     | Luigi Villari       |
|    | Italia (bandiera) | D     | Elia Zumbo          |